# Chloe Mustaki
Chloe Mustaki, née le 10 février 1993 à Lima aux États-Unis, est une footballeuse internationale irlandaise évoluant au poste de défenseure ou de milieu de terrain.

## Biographie
Mustaki naît dans l'Ohio d'une mère irlandaise et d'un père français d'origine grecque, qui se sont rencontrés à l'Université de Boston. Ils quittent les États-Unis lorsque Mustaki avait un an. La famille vit ensuite à Paris pendant deux ans, avant que Mustaki et sa mère ne déménagent à Cabinteely lors de la séparation des parents de Mustaki. Mustaki joue au football dans la rue avec son frère et ses amis et ensuite avec les équipes de jeunes de Park Celtic et St. Joseph's,,.

### En club
Pour la saison inaugurale 2011-2012 de la Women's National League, Mustaki, âgée de 16 ans, rejoint le club de Peamount United. Considérée comme une milieu de terrain prometteuse, elle aide Peamount à remporter le titre de champion dès sa première saison.
Mustaki est l'une des nombreuses joueuses de Peamount à suivre la manager Eileen Gleeson aux UCD Waves pour la saison 2014-2015. En août 2014, un lymphome de Hodgkin lui est diagnostiqué et subit une chimiothérapie. Lorsque les UCD Waves jouent la finale de la FAI Women's Cup 2014 contre Raheny United en novembre, Áine O'Gorman des UCD célèbre son but égalisateur en révélant un t-shirt avec le numéro d'équipe 17 de sa coéquipière Mustaki.
Le 16 mars 2015, Mustaki joue son premier match de football depuis juillet 2014, lorsqu'elle entre en tant que remplaçante pour les UCD Waves contre Raheny United au Stade de Santry.
Alors qu'elle étudiait à la Kedge Business School à Bordeaux dans le cadre d'un stage du programme Erasmus, Mustaki joue pour les Girondins de Bordeaux. Elle joue 15 matchs en Division 1. Après son retour en Irlande, Mustaki aide les UCD Waves à terminer quatrième de la Women's National League 2017 et à atteindre la finale de la FAI Women's Cup, qu'elles perdent 1-0 contre Cork City à l'Aviva Stadium.
Mustaki passe une saison avec Shelbourne en 2019, puis signe pour le club de Charlton Athletic en novembre 2019. Elle fait ses débuts lors d'une victoire 1-0 en FA Women's League Cup contre les London City Lionesses. Une grave blessure au genou contractée lors d'une mission internationale écourte la saison de Mustaki en mars 2020, juste avant que la pandémie de COVID-19 n'incite son employeur londonien à lui permettre de travailler à domicile en Irlande. Elle réintègre Shelbourne en 2021. Après avoir aidé Shelbourne à remporter le titre de ka Women's National League 2021 et avoir participé à la défaite 3-1 de la finale de la FAI Women's Cup 2021 contre les Wexford Youths, Mustaki accepte de rester avec le club pour 2022.
En juillet 2022, Mustaki signe un contrat professionnel d'un an avec Bristol City, club de FA Women's Championship .

### En équipe nationale
Mustaki représente l'Irlande au niveau des écolières alors qu'elle fréquentait le Lycée français d'Irlande, à Clonskeagh. Elle est nommée Joueuse internationale féminine de l'année de la FAI pour les moins de 17 ans en 2011.
Mustaki était la capitaine de l'équipe des moins de 19 ans, qui se qualifie pour la première fois pour la phase finale du Championnat d'Europe des moins de 19 ans en 2014,. Elle participe à des victoires contre l'Espagne, l'Angleterre et la Suède, permettant à l'Irlande d'atteindre la phase de groupe. En demi-finale, les Irlandaises s'inclinent 4-0 face aux Pays-Bas, pour lesquels Vivianne Miedema réalise un triplé. Mustaki est remplacée après une heure de jeu et est frustrée par son manque d'énergie manifeste. Peu après son retour, on lui diagnostique un lymphome hodgkinien.
Lorsqu'elle fréquente l'University College Dublin, Mustaki représente l'Irlande aux Universiade d'été de 2017 et 2019. Elle est également sélectionnée pour l'édition 2015 à Gwangju, mais se retire sur avis médical en raison de l'épidémie de syndrome respiratoire du Moyen-Orient en Corée du Sud en 2015.
La nouvelle sélectionneuse de l'équipe nationale de la république d'Irlande, Vera Pauw, l'appelle en équipe senior pour la première fois en octobre 2019, pour un match des éliminatoires de Euro 2022 contre l'Ukraine. Elle conserve sa place dans l'équipe et - en raison de l'indisponibilité de certaines joueuses titulaires - était susceptible d'avoir sa première sélection lors des éliminatoires en mars 2020 contre la Grèce, mais subit une blessure au ligament croisé antérieur à l'entraînement la veille du match.
Mustaki obtient sa première sélection avec l'Irlande le 19 février 2022 contre la Russie lors de la Pinatar Cup 2022. Elle joue sa première rencontre en compétition le 12 avril 2022, jouant en tant qu'arrière gauche lors d'un match nul honorable 1-1 contre la Suède lors des éliminatoires de la Coupe du monde 2023 au Gamla Ullevi de Göteborg.
Le 11 octobre 2022, elle fait partie de la sélection irlandaise qui se qualifie pour la première fois de son histoire pour une Coupe du monde. L'Irlande bat l'Écosse 0-1 à Hampden Park. Mustaki fait partie des remplaçantes. Elle n'entre pas sur le terrain.
En juin 2023, elle est sélectionnée pour disputer la coupe du monde 2023 en Australie.

## Vie privée
Mustaki se décrit comme franco-irlandaise. Elle effectue des stages dans le cadre du programme Erasmus à Bordeaux et à Lisbonne tout en obtenant son diplôme en commerce international et en français à l'University College Dublin. Pour son master en gestion internationale, elle effectue un stage à Londres. Elle prend ensuite un emploi à Londres avec Maven Search dans les services financiers : "Je chasse surtout des banquiers d'investissement aux États-Unis". Pendant sa blessure en 2020, Mustaki travaille pour Raidió Teilifís Éireann en tant que consultante.